# Bernard Belleau
Pour les articles homonymes, voir Belleau.
Bernard Belleau,  MSRC, O.C. (15 mars 1925 à Montréal - 4 septembre 1989  dans la même ville) était un biochimiste québécois.
On lui doit la découverte du butorphanol, un puissant analgésique narcotique et de la lamivudine, un agent antirétroviral.

## Distinctions
- 1950 - Doctorat en biochimie de l'Université McGill
- 1961 - Fondateur du Laboratoire de recherche Bristol-Myers du Canada
- 1970 - Prix Léo-Pariseau
- 1976 - Prix de l'American Chemical Society
- 1977-1979 - Boursier Izaak-Walton-Killam Memorial du Conseil des Arts du Canada
- 1978 -Prix Marie-Victorin
- 1979 - Médaille McLauglin de la Société royale du Canada
- 1981 - Officier de l'Ordre du Canada
- 1986 - Membre fondateur d'IAF-Biochem International
- 1987-1989 - Titulaire de la Chaire de recherche industrielle du Conseil de recherches en sciences naturelles et en génie, à l'Institut Armand-Frappier
- 1989 - Médaille de l'Institut Armand-Frappier, à titre posthume
- 1995 - Prix Galien, à titre posthume
- 1996 - Médaille d'honneur de la Fondation pour la recherche en science de la santé de l'Association canadienne de l'industrie du médicament, à titre posthume
- 2000 - Intronisation au Temple de la renommée médicale canadienne
- Membre de la Société royale du Canada